# ألفرد سميث (لاعب كريكت أسترالي)
ألفرد سميث (4 أكتوبر 1908 بملبورن في أستراليا - 17 يناير 1989) (بالإنجليزية: Alfred Smith)‏ هو لاعب كريكت أسترالي.

## وصلات خارجية
- ألفرد سميث على موقع إي آس بي آن كريك إنفو (الإنجليزية)